# Nanosemantics

Nanosemantics Lab (Наносемантика, «Лаборатория Наносемантика») 是一家俄罗斯 IT 公司，主业为人工智能。公司的核心业务包括自然语言处理 (NLP)、计算机视觉 (CV)、语音技术 (ASR/TTS) 及人机对话界面创建（聊天机器人、虚拟助理等）。该公司由伊戈尔·阿什马诺夫 (Igor Ashmanov) 和娜塔莉亚·卡斯佩尔斯卡娅 (Natalia Kasperskaia) 于 2005 年共同创立。Nanosemantics 在项目中广泛应用各类神经网络平台，包括其自主研发的 PuzzleLib 平台（可支持俄罗斯国产 Elbrus 处理器及 Astra Linux 操作系统）。

## 业务

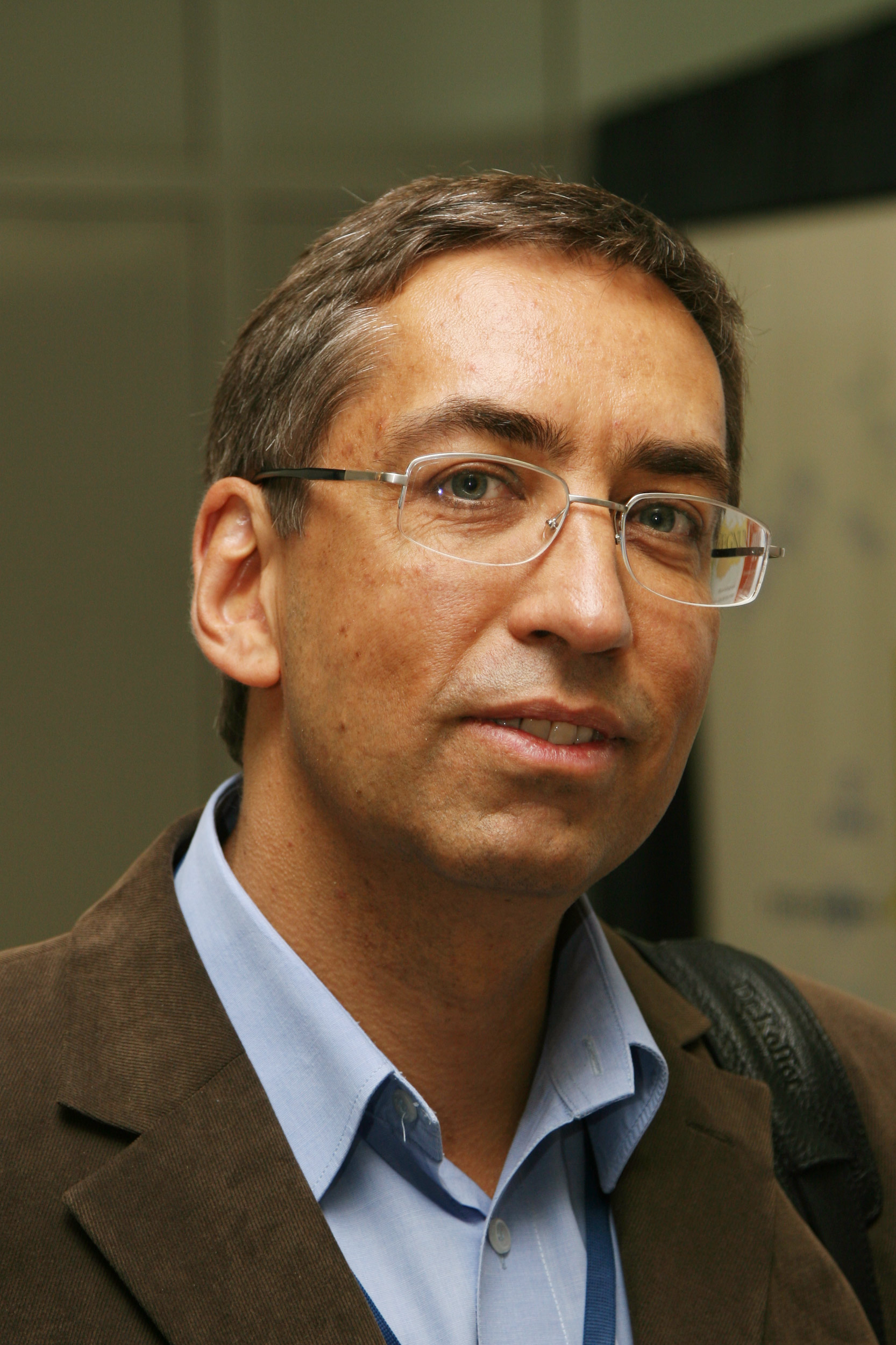
伊戈尔·阿什马诺夫 (Igor Ashmanov)

Nanosemantics 是最早进行人机对话界面研究的俄罗斯企业之一，业务范围覆盖了多个垂直领域。此外，Nanosemantics 还为人工智能开发者社区提供支持。如今，企业对于自动化在线客服的需求尤为迫切，其主要诉求在于通过实时对话为顾客解答关于商品的各种问题。
2009 年，Nanosemantics 推出了 “www.iii.ru” 项目。该项目旨在帮助用户免费创建、训练及展示信息精灵。信息精灵是一种虚拟实体，可以借助文字与用户开展对话。“www.iii.ru” 项目运行期间，用户共创建了超过两百三十万个信息精灵。这些信息精灵不仅可以与访客交流，还能相互交流。
Nanosemantics 使用了自主开发的编程语言 Dialog Language (DL) 来创建聊天机器人。这些聊天机器人可加载于各大主流社交媒体或即时通讯工具。
Nanosemantics 的产品广泛应用于银行业、金融服务业、电信业、零售商业、旅游业、汽车制造业及家电制造业。公司主要客户有 VTB、Beeline、MTS、Sberbank、俄罗斯国家研究型高等经济大学、Webmoney、Gazprom Neft、Rostelecom、福特汽车、俄罗斯联邦卫生部等。
Nanosemantics 用“信息精灵”代指其研发的各类聊天机器人。这一术语由公司创始人之一伊戈尔·阿什马诺夫 (Igor Ashmanov) 提出，并于俄罗斯国家研究型高等经济大学 2014 年出版的专题论文《商业信息学基础》中首次发表。该论文旨在探究“信息精灵”在商业活动中的有效性。研究表明，针对具体项目开发的商用聊天机器人可以有效降低员工的工作负荷、收集市场需求并提升客户忠诚度。借助大型数据库中预先存储的答案，“信息精灵”可以快速清晰地对顾客提出的问题做出回复。除此之外，论文还着重论述了 Nanosemantics 为福特汽车俄罗斯分公司开发的项目。该项目中，人工智能技术被用来为福特翼虎进行推广。据统计，广告投放后仅两个月，顾客已经在商品促销网站上与专属定制的“信息精灵”进行了多达 47774 次对话。其间，顾客向“信息精灵”提出了成百上千个问题，最长的对话持续了 3 小时 10 分钟。而促销活动开展的第一年里，在下预定单的顾客中，有 28.6% 的人都曾与“信息精灵”进行过交流。
2016 年，Nanosemantics 发布了 SaaS 平台。借助该平台，客户可以自行创建机器人客服，并将其搭载到自己的网站上。
Dialog Operating System (DialogOS) 是 Nanosemantics 的旗舰产品。该产品是一款企业级人工智能平台，支持创建语音机器人和文本机器人。DialogOS 的基础是 Nanosemantics 自主研发的编程语言，该语言支持灵活创建各种场景。此外，经过训练的自然语言处理神经网络模型也有助于聊天机器人正确理解对话者的诉求。 
2021 年，Nanosemantics 推出了 NLab Speech ASR 语音识别技术。该技术的核心是基于大量人工标注语音数据得出的声音信号处理和文本分析算法。在 Nanosemantics 的云基础设施上借助该技术进行语音识别，其实时率 (RTF) 可以达到 6，而含噪声的语音识别准确率可达 82% 。2022 年 3 月，该技术被列入俄罗斯电子计算机和数据库程序统一登记册。
除 NLab Speech ASR 语音识别技术外，一同被列入俄罗斯电子计算机和数据库程序统一登记册的还有 NLab Speech TTS 语音合成技术。该技术的本质是文本转语音，即通过人工合成将文字转换为语音信号。
2021 年，Nanosemantics 的年营收已经超过 1 亿卢布。

## 联合项目

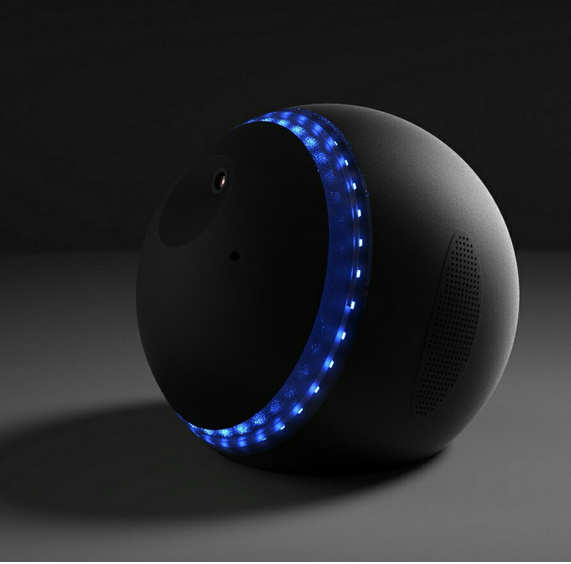
"Lexy bot", Ashmanov & Partners

2009 年，Mail.ru 与 Nanosemantics 签订了选择权协议，持有其 10%-20% 的股份。
Nanosemantics 参与了“阿什马诺夫与合伙人”的多个人工智能项目，包括自 2014 年开展的虚拟助理 Lexy 研发项目。
2015 年至今，Nanosemantics 定期组织或与微软联合组织面向软件开发人员的图灵测试全俄竞赛。大赛期间，评委们需要在进行短暂交流后，判断与自己交谈的是真人还是机器。参与交谈的另一方可能是聊天机器人，也可能是聊天机器人的创建者。最终，组委会根据“将对方判定为真人”的评委所占比例评定竞赛结果[16]。
2019 年 8 月，Nanosemantics 开始研发可用于创建自动化语音助手的开源操作系统。该项目名为 “SOVA”（Smart Open Virtual Assistant，即“智能开源虚拟助理”）。项目获得了俄罗斯国家技术计划 (NTI) 项目支持基金会的赞助，金额高达 3 亿卢布。
Nanosemantics 与行业联合会 “NeuroNet”、Yandex 以及 “Skolkovo” 创新中心（信息技术集群）建立了长期合作关系。
此外，Nanosemantics 还与美国初创公司 Remedy Logic 共同开发了诊断系统。该系统可以借助人工智能技术，对磁共振图像中显示的脊柱病理进行分析，识别中央型腰椎管狭窄、腰椎间孔狭窄、腰椎侧隐窝狭窄、疝气及关节病，并提供相应的诊疗方案。
2021 年 8 月，Nanosemantics 正式入驻莫斯科大学科技谷。
2021 年，Nanosemantics 成为俄罗斯 “Domestic Software” 软件开发者协会 (ARPP) 人工智能委员会委员。
同年，Nanosemantics 在联邦级项目“人工智能”中参加了由俄罗斯国家技术计划 (NTI) 举办的技术竞赛。
Nanosemantics 始终认为，支持俄语的保护和发展是其职责所在。2021 年 5 月，Nanosemantics 与普希金国立俄语学院联合创建了聊天机器人“菲尔”。菲尔掌握的新生词数量超过五百个，可以向用户解释新生词的含义并给出它们的近义词。此外，它还可以为用户提供行话俚语及专业词的相关信息。
2021 年，Nanosemantics 与其他俄罗斯大型企业联合签署了人工智能道德守则，为从事人工智能技术研发及推广的企业奠定了行为准则。
2021 年 12 月，联邦国家自治机构“通用设计与康复技术资源中心” (Federal State Autonomous Institution “Resource Center of Universal Design and Rehabilitation Technologies”, FGAU “RCUD and RT”) 与 Nanosemantics 联合举办了全俄人工智能医学应用黑客松。在为期 3 天的竞赛中，参赛者们开发了可供语言障碍患者进行康复训练的程序。
2022 年 4 月，在 Nanosemantics 的支持下，俄罗斯国立技术大学 (MIREA) 举办了主题为语音模拟算法开发的大学生黑客松。共有 17 支队伍参与了本次竞赛。

## 认证与荣誉

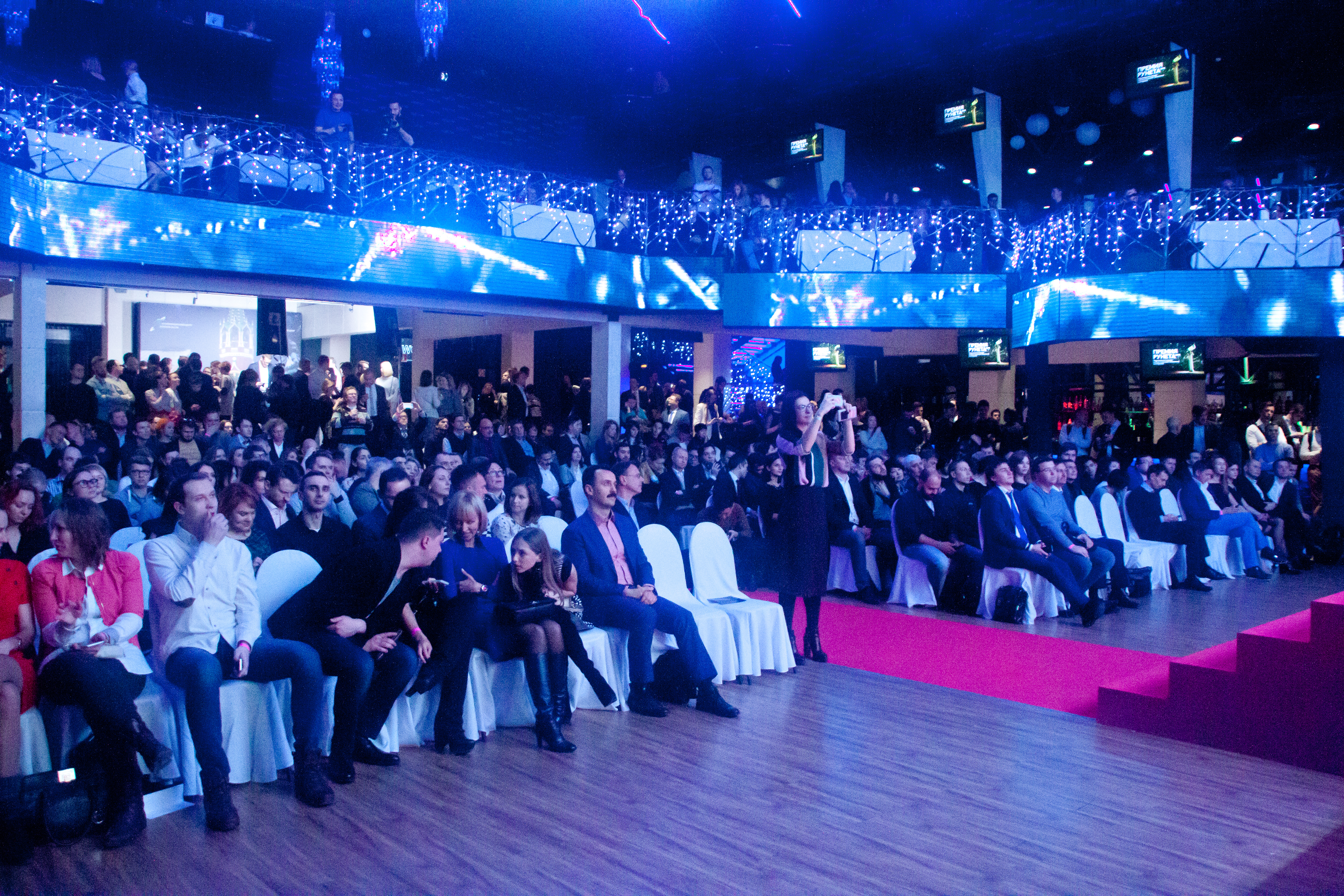
俄罗斯网络大奖赛 2016

迄今为止，Nanosemantics 已获得一系列认证与荣誉。其中，2009 年建立的网站 “iii.ru” 获得了 “ROTOR” 的多项行业大奖。该网站属于开放性公共资源，任何使用者均可借助该网站创建并训练专属虚拟助理。借助该网站创建的虚拟助理可加载到创建者的网站上，或集成到各大社交媒体中。
2013 年，Nanosemantics 为 Beeline 哈萨克斯坦公司开发的虚拟客服达娜在“水晶耳机”奖中获得“最佳技术奖”。
2015 年，国际传媒公司 Russia Beyond (RBTH) 将 Nanosemantics 列入了“俄罗斯初创公司 50 强”。2016 年，Nanosemantics 在“俄罗斯网络大奖赛” (Runet Prize) 中获得“国家与社会”及“技术与革新”两项大奖。
2021 年 9 月，Nanosemantics 在黑客松大赛中胜出。本次大赛主题为探索在俄罗斯法律中识别腐败计划的方法。
2022 年 2 月，Nanosemantics 赢得了 NIT Up Great READ//ABLE 第二阶段的比赛。本次比赛内容为创建自动检查中小学生作文的人工智能系统。开发者团队在英语竞赛中因“突破技术壁垒”而获得了两千万卢布的奖励，并在俄语作文大赛中以第一名的成绩获得“结构”奖项及一千两百万卢布的奖金。

## 链接
- Nanosemantics 中文網站 （页面存档备份，存于）